# Amatus de Montecassino
Amatus de Montecassino (lat.: Amatus Casinensis; it.: Amato di Montecassino; fr.: Aimé du Mont-Cassin) fue un monje benedictino de la Abadía de Montecassino es uno de los tres cronistas italo-normandos, siendo los otros Guillermo de Apulia y Goffredo Malaterra. Su Historia de los Normandos (L'Ystoire de li Normant), en ocho volúmenes en francés antiguo, escrita alrededor de 1080, es una fuente principal para la recuperación de la historia de los normandos en el Mediterráneo, y desde el punto de vista de la Gran Abadía, que fue uno de los más importantes centros culturales y religiosos de la cristiandad en el siglo XI. Amatus describe los asedios normandos de Bari y Salerno, la conquista de Sicilia, y la trayectoria de Roberto Guiscardo, así como también la reforma gregoriana desde el punto de vista papal, intercalada con informes de milagros y profecías.
Muchos detalles de la historia del siglo XI, como el flechazo en el ojo que mató a Harold en la batalla de Hastings, deben su origen a este cronista de Montecassino.
La novela histórica de Gabriella Brooke, The Words of Bernfrieda: A Chronicle of Hauteville (Las palabras de Bernfrieda: Una crónica de Hauteville), cuenta la historia de la dama Fredesenda de Hauteville, madre de Roberto Guiscardo, tal y como la vio su sirvienta, quien ha conocido a Amatus y tiene la intención de tomar nota de "todo lo que la crónica de Amatus omita".